# Маслов Анатолій Олександрович (економіст)
Ма́слов Анато́лій Олекса́ндрович (7 лютого 1958 р.) — доктор економічних наук, доцент кафедри економічної теорії, макро- і мікроекономіки Київського національного університету імені Тараса Шевченка. Лауреат Державної премії України в галузі науки і техніки (2006).

## Біографія
Народився 7 лютого 1958 року. Вищу освіту здобув у Ворошиловградському державному педагогічному інституті імені Тараса Шевченка у 1980 році. Спеціальність — «Історія та педагогіка». У 1994 році закінчив аспірантуру Інституту економіки АН України у м. Києві.

## Викладацька діяльність
Читає курси «Економічна історія», «Історія національної економіки України», «Історія економічних учень», «Історія економічної думки України», «Історія економіки та економічної думки», «Альтернативні напрями сучасної економічної думки», «Інституціональна економіка», «Інституційна та еволюційна економіка» та ін . в Київському національному університеті імені Тараса Шевченка, Національному університеті «Києво-Могилянська академія», Київському національному економічному університеті імені Вадима Гетьмана, університеті КРОК.

## Наукова діяльність
Дисертацію на здобуття наукового ступеня кандидата економічних наук за темою «Внутрішня торгівля України в період НЕПу (1921 — 1929 рр.)» зі спеціальності 08.01.04. «Економічна історія та історія економічної думки», захистив у 1995 р. у спеціалізованій раді при Київському національному університеті імені Тараса Шевченка.
З 1 вересня 2009 року — докторант кафедри економічної теорії Київського національного університету імені Тараса Шевченка.
У травні 2013 року захистив дисертацію на здобуття наукового ступеня доктора економічних наук у спеціалізованій вченій раді Київського національного університету імені Тараса Шевченка.
За підручник «Історія економічних вчень», написаний під редакцією Базилевича В.Д, згідно з Указом Президента України від 15 грудня 2006 року № 1083/2006 нагороджений Державною премією України в галузі науки і техніки  [Архівовано 18 лютого 2022 у Wayback Machine.]

## Основні публікації
- Деякі питання синдикування української промисловості в період непу // Історія народного господарства та економічної думки України (ІНГЕД України). — К.: Наукова думка, 1995. — Вип. 28. — С. 38 — 44.
- Товарні біржі на Україні в період непу // Економіка України. — 1995. — № 3. — С. 62 — 66. Мова укр. і рос.
- Внутрішня торгівля в системі ринкових відносин в Україні наприкінці XIX — на початку ХХ ст. // ІНГЕД України. — К. — Тернопіль, 1998. — Вип. 30. — С. 79 — 87.
- Економічна історія: Лекції. Тимочко Н. О., Пучко О. А., Рудомьоткіна Л. М., Маслов А. О., Толстов Р. Д. — К.: КНЕУ, 2000. — 268 с.
- Економічна історія: Навч. метод. посібник для самост. вивч. дисципліни. Тимочко Н. О., Пучко О. А., Рудомьоткіна Л. М., Маслов А. О., Толстов Р. Д. — К.: КНЕУ, 2001. — 216 с.
- Історія економічних учень: Підручник / За ред. В. Д. Базилевича. Базилевич В. Д., Леоненко П. М., Гражевська Н. І., Гайдай Т. В., Маслов А. О., Нестеренко О. П., Вернигора Л. В. — К.: Знання, 2004. — 1300 с. (Класичний університетський підручник).
- Маслов А. О. Еволюція економічних поглядів М. Х. Бунге. С. 142—154 / У книзі: М. Бунге: сучасний дискурс: Монографія / За ред. В. Д. Базилевича. — К.: Знання, 2005. — 697 с. (Співавтори: В. Д. Базилевич, Т. В. Гайдай, Л. Я. Корнійчук, В. М. Фещенко та ін.).